# Argyrospila succinea
Argyrospila succinea är en fjärilsart som beskrevs av Eugen Johann Christoph Esper 1796. Argyrospila succinea ingår i släktet Argyrospila och familjen nattflyn. Inga underarter finns listade i Catalogue of Life.